# Поповка (Богучарский район)
Попо́вка — село в Богучарском районе Воронежской области.
Входит в состав Поповского сельского поселения.

## География
Село находится на правом берегу реки Богучарка, на расстоянии 6 км к юго-западу от города Богучар, административного центра района.

### Часовой пояс
Село Поповка, как и вся Воронежская область, находится в часовой зоне МСК (московское время). Смещение применяемого времени относительно UTC составляет +3:00.

## История
Основано во второй половине XVIII века. В 1880 году в селе построена церковь иконы Владимирской Божьей Матери. В 1929 году образован колхоз «Красный флот», который в 1953 году влился в колхоз имени Маленкова (позже — колхоз «Россия»).

## Население
| 1859 | 1897  | 2000 | 2005 | 2010 |
| ---- | ----- | ---- | ---- | ---- |
| 620  | ↗1156 | ↘457 | ↘445 | ↘399 |

## Улицы
- ул. Дорожная,
- ул. Калинина,
- ул. Первомайская.